# Potameia velutina
Potameia velutina är en lagerväxtart som beskrevs av André Joseph Guillaume Henri Kostermans. Potameia velutina ingår i släktet Potameia och familjen lagerväxter. Inga underarter finns listade i Catalogue of Life.